# 来民開拓団
来民開拓団（くたみかいたくだん）は、満洲開拓団の一つで、熊本県鹿本郡来民町（現・山鹿市）の被差別部落南古閑地区の住人を中心に組織されたものである。
1941年4月、ハルピンの南西約150㎞の満洲国吉林省扶余県五家站（現在の中華人民共和国吉林省扶余市五家站鎮）に入植した。入植戸数は82戸、316人。なお、入植者の3割は被差別部落出身ではなかった。

## 歴史的意義
日本史上唯一の、国策によって行われた部落出身者中心の海外移住である。
長野県上高井郡の被差別部落でも全戸数41戸の満洲移住が計画されたことがあるが、人口185人中103人が老人や子供で占められており、開拓団としては労働力が不足していたため、移住は実現しなかった。

## 背景
もともと南古閑地区では水平社よりも中央融和事業協会の影響が強く、この地区には融和運動（戦前の日本で盛んだった社会運動で、右翼や富裕層の力を借りて部落の地位向上を目指そうとするもの）の有力者がいた。満洲に渡れば差別から解放され、20町歩の地主になれるというのが移住計画の謳い文句であった。南古閑地区出身の来民町議、松山政太郎、豊田千代蔵、豊田一次らがこれに賛成し、入植実現に至った。

## 結末
1945年8月13日、警察の日本人警官が県からの陶頼昭への避難命令を伝える。避難を決めたものの男手が少なく準備は捗らないまま、14日夜出発時刻が来たが、二つの集落が集まらず、これらの集落は襲撃を受け2名の死者が出たことが分かる。鉄砲もあったので救助したものの、移動に十分な食糧準備が整わない中、同月15日移動のための馬車を用意してあると満人警官に騙されて、馬車の受取りに出向いた数名の村人が人質に取られ、その身柄と交換に団は武装解除させられた。人質は返されたが、団の周囲は満人に包囲され、帰ってきた人質の話から陶頼昭も青天白日旗が立っている状態だと知る。このとき、まだ団は終戦を知らなかったという。団は、討ち死を覚悟し徹底抗戦を決意、団本部の門を閉ざした。同日夜、周囲を取り囲んでいた地元の暴民約500人が襲撃を開始した。武装解除させられていた村民たちはレンガや竹槍で抗戦するも、やがて最期は自決することを決め、抗戦の果てに8月17日集団自決した。徴兵などで開拓地に居合わせなかった者は助かったが、それ以外は276名中生き残ったのは報告の任を受けて身を隠し、火災に紛れて脱出に成功した宮本貞喜1名だけだった。
戦後、生き残った帰国者を待ち構えていたのは、「身内殺しの部落民」という嘲笑だった。

## 参考書籍
- 読売新聞社編『昭和史の天皇　第6巻」読売新聞社　昭和51年
- 高橋幸春 著『絶望の移民史―満州へ送られた「被差別部落」の記録』毎日新聞社 1995年
- 『潮』潮出版社 1971年8月号 宮本貞喜「集団自決273人の遺書配達人─実録・来民(くたみ)開拓団 (日本人の侵略と引揚げ体験=集団自決と惨殺の記録)」
- 『赤き黄土 地平からの告発来民開拓団』部落解放同盟熊本県連合会鹿本支部 旧満州来民開拓団遺族会 1988年
- 『熊本県未解放部落史研究第1集』熊本県部落史研究会、1974年
- 『部落解放研究くまもと』第24号（1992年）、第25号（1993年）熊本県部落史研究会
- 『熊本県水平社70年記念』熊本県水平社70年記念誌編集委員会、1994年
- 『西日本新聞』1990年8月11日-8月19日「墓標なき大地」
- エイミー・ツジモト著、『満州分村移民と部落差別 ―熊本「来民開拓団」の悲劇―』、えにし書房、2022年